# Brielle
Brielle (; Brielle), también llamada Den Briel, es un municipio y una ciudad de la provincia de Holanda Meridional en los Países Bajos, en la antigua isla Voorne. Tiene una superficie de 31,14 km², de los que 3,58 km² corresponden a la superficie ocupada por el agua. En marzo de 2014 tenía una población de 16 339 habitantes.
Brielle es una antigua ciudad fortificada. Recibió su carta de municipalidad en 1306. Durante la Edad Media poseía su propio puerto desde el que comerciaba con el Mar Báltico. Era además propietaria de una factoría en Suecia.
Durante la guerra de los Ochenta Años, la toma de Brielle por los mendigos del mar el 1 de abril de 1572 supuso un hito en la rebelión de los Países Bajos al unirse muchas ciudades de las provincias de Holanda y Zelanda a la rebelión y ponerse bajo la autoridad de Guillermo de Orange y en contra de la Corona española.
En 1585, con la firma del tratado de Nonsuch, fue cedida provisionalmente a Inglaterra a cambio de ayuda militar y económica inglesa en la guerra que las Provincias Unidas mantenían contra España.
La municipalidad de Brielle incluye además de la propia ciudad otras dos aldeas: Vierpolders y Zwartewaal. Conserva numerosos edificios históricos y fortificaciones, incluyendo las antiguas murallas y la inacabada iglesia Grande o de Santa Catalina, iniciada en el siglo XV.

## Galería

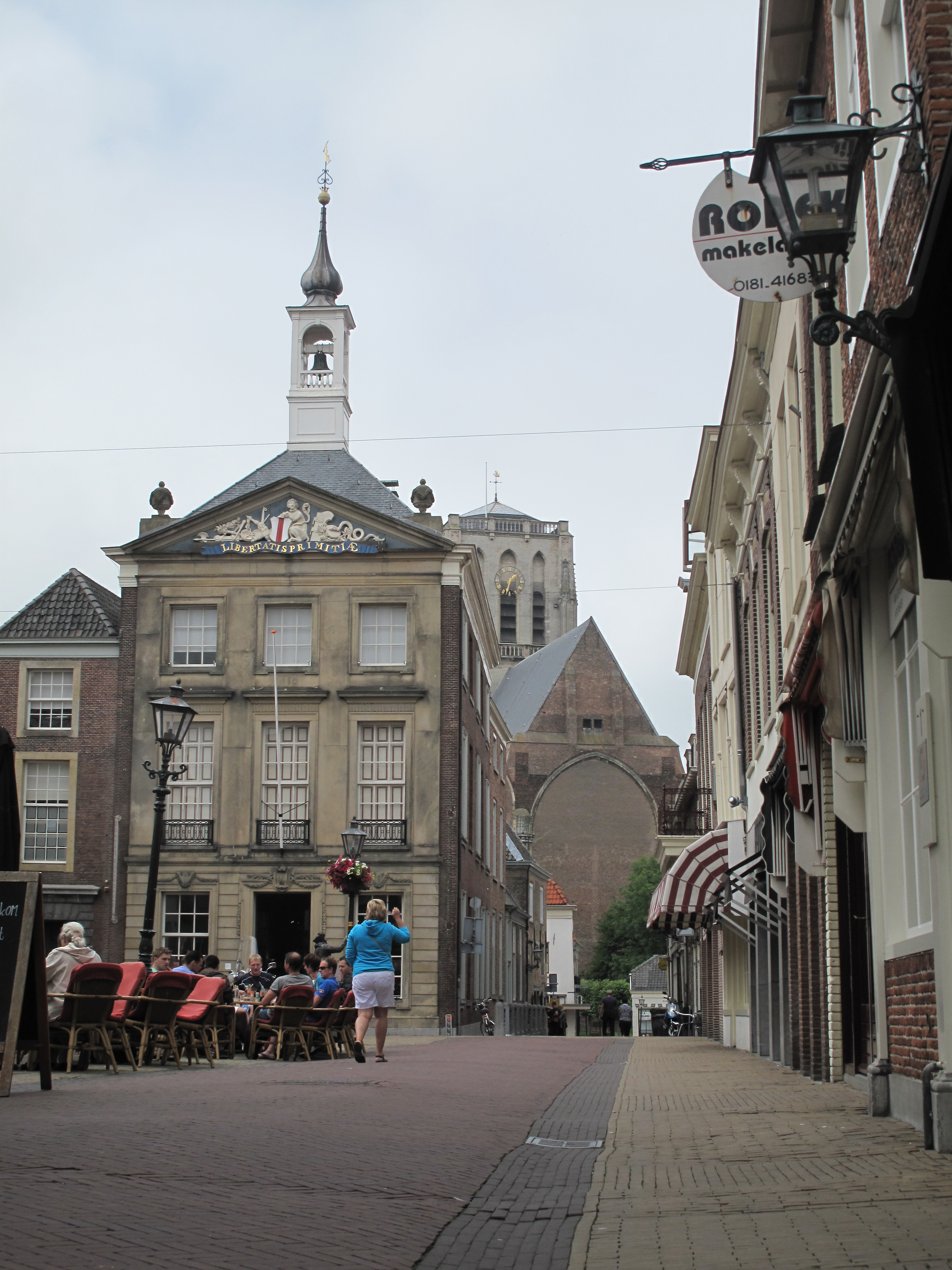
Ayuntamiento.
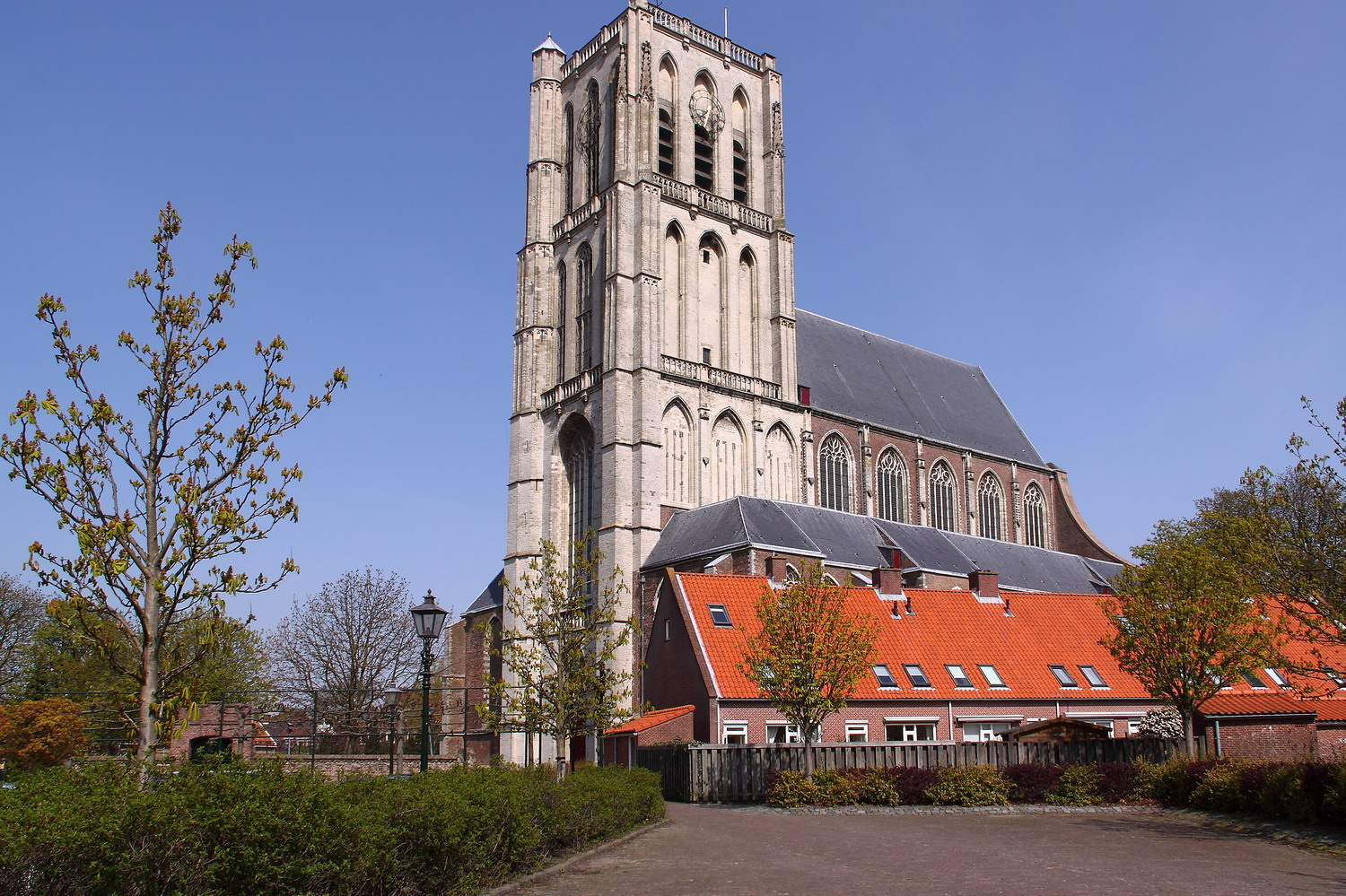
Iglesia de Santa Catalina.
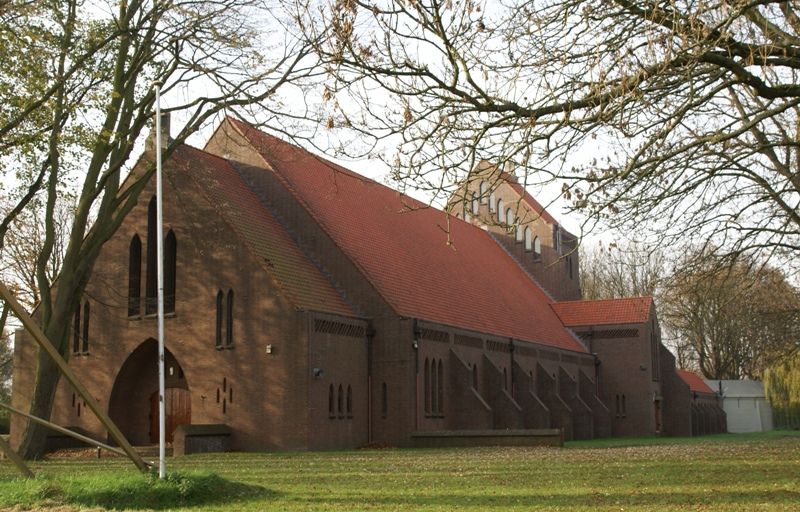
Iglesia de los mártires de Gorcum.
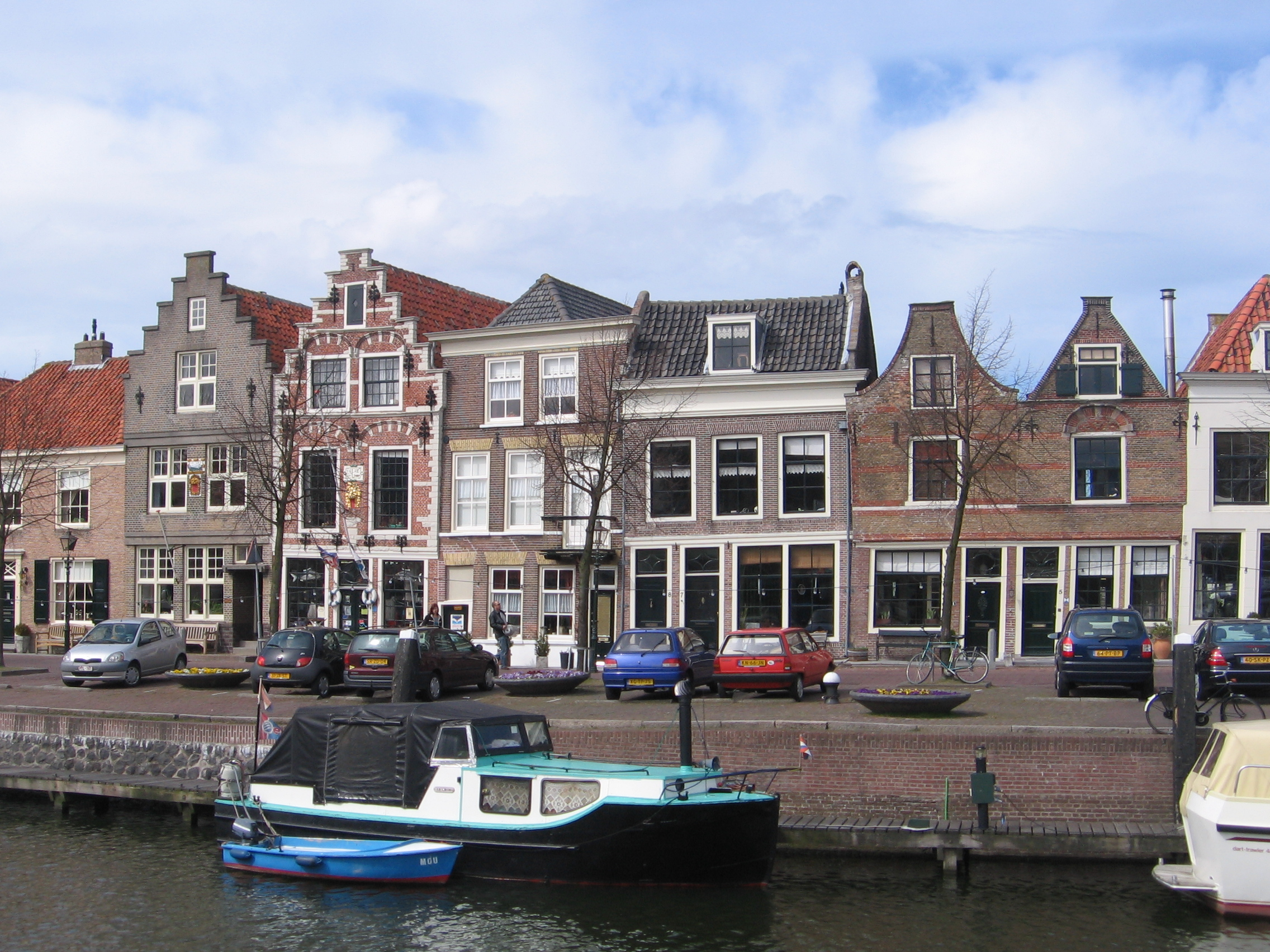